# 吴蕴瑞
吴蕴瑞（1892年—1976年），字麟若，男，江苏江阴人，中国体育学家、教育家，中国运动生物力学的奠基人。中国现代体育事业的重要开拓者。

## 生平
1918年毕业于南京高等师范学校体育专修科，毕业后曾留校任教并任暨南大学体育教员，后继续学业，1921年南京高等师范学校改为国立东南大学，1924年毕业于体育系，获学士学位。同年，以优异成绩考取中国第一个体育专业官费留学名额赴美国芝加哥大学医学院攻读人体解剖学、生理学，后转入哥伦比亚大学师范学院深造体育，获教育学硕士学位。此后赴英、法、德三国考察。
1927年春回国，国立东南大学改为国立中央大学，任中央大学体育教授兼系主任。1930年夏任东北大学体育科教授，1931年任北京师范大学教授。1933年夏再回南京，复任国立中央大学体育系主任，1949年国立中央大学改名国立南京大学，仍任南京大学体育系主任。
1952年南京高校院系调整，随南京大学体育系调往上海参与组建华东体育学院，1956年华东体育学院改名上海体育学院，先后任华东体育学院院长、上海体育学院院长。

## 社会兼职
曾任中华全国体育总会筹委会副主任、中华全国体育总会副主席、首届中国体操协会主席、中华全国体育总会上海体育分会主席、上海市体委副主任等职。

## 学术贡献
吴蕴瑞是中国运动生物力学研究的先驱，在教学过程中开僻了运动生物力学的研究领域。
吴蕴瑞是中国现代体育教育事业的开拓者，数十年中培养了众多体育界的栋梁之才。吴蕴瑞长期担任中国现代体育教育的发祥地南京大学（中央大学）体育系主任，也是中华人民共和国建立的第一所体育高等学校上海体育学院（华东体育学院）的创始人，1932年担任第一次全国体育工作会议筹备委员，参与起草国民政府的体育法规等工作，并担任教育部体育指导委员会常务委员。1935年，主编《中小学体育教授细目》共24册，使中国中小学体育教学有了统一教材。

## 艺术成就
吴蕴瑞也是一位书画家。徐悲鴻在《吳麟若畫展》一文中曾評說：「江陰吳蘊瑞先生麟若，以名體育學家而酷嗜藝術，而愛畫尤入骨髓。四十以後，始試學畫，竹師造化，以竹為師，所詣清逸，卓然獨到。漸漸擴大領域，寫花卉鳥獸，其中尤以梅花芙蓉家鴨水牛為有精詣。」

## 家庭
妻子吴青霞是画家。兒子吳承硯與兒媳單淑子均為畫家，且均畢業於大陸時代之中央大學藝術學系。

## 主要著作
吴蕴瑞先生著作甚丰，1930年3月就编著了中国第一部运动生物力学著作《运动学》。主要著作有：
- 《运动学》
- 《人体机动学》
- 《体育教学法》
- 《体育原理》（与袁敦礼合著）
- 《田径运动》
- 《体育建筑与设备》
- 《青少年体育锻炼》